# Heriades hierosolomitus
Heriades hierosolomitus là một loài Hymenoptera trong họ Megachilidae. Loài này được Benoist mô tả khoa học năm 1935.